# لائوریتس فالک
لائوریتس فالک (سوئدی: Lauritz Falk؛ ‏ ۱۵ نوامبر ۱۹۰۹ – ۱ فوریهٔ ۱۹۹۰) نقاش، بازیگر، کارگردان فیلم و خواننده سوئدی-نروژی بود.
از فیلم‌هایی که وی در آن نقش داشته‌است، می‌توان به مهمانی شرکت و خوابیدن یا نخوابیدن اشاره کرد.